# Jasna Đuričić

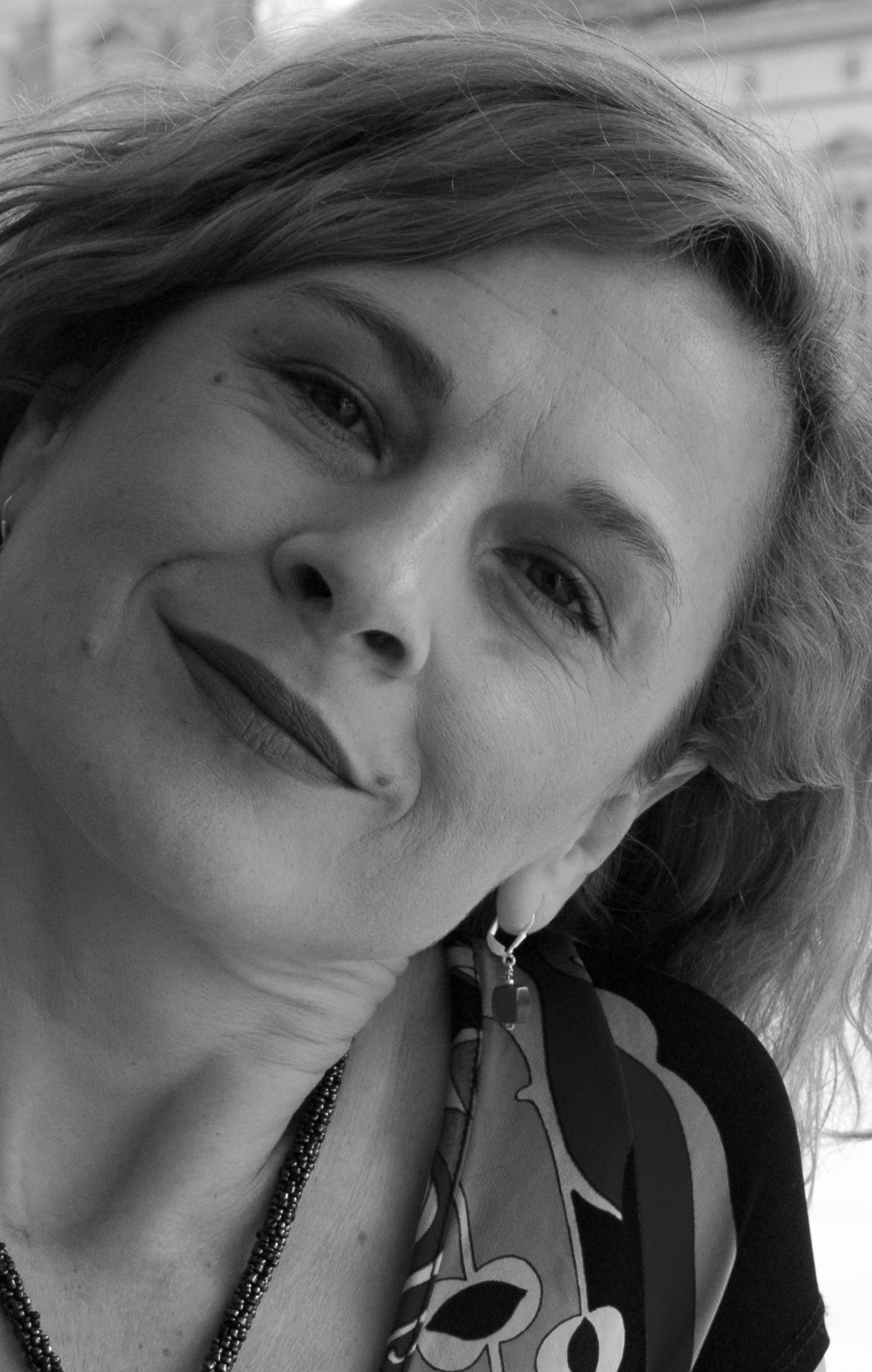
Jasna Đuričić

Jasna Đuričić (serbisch-kyrillisch Јасна Ђуричић; * 16. April 1966 in Ruma) ist eine serbische Schauspielerin.

## Leben
Sie hat an der Kunstakademie in Novi Sad studiert, wo sie auch eine Professorenstelle hat. Sie ist sowohl in vielen Theaterproduktionen aufgetreten, als auch in Film und Fernsehen.
2010 hat sie beim Internationalen Filmfestival von Locarno den Preis als beste Darstellerin für ihre Rolle im Film Beli, beli svet (Weiße, weiße Welt) erhalten.
Für die Titelrolle in dem Oscar-nominierten Kriegsdrama Quo Vadis, Aida? (2020) wurde sie 2021 mit dem Europäischen Filmpreis ausgezeichnet.

## Filmografie (Auswahl)
- 2020: Quo Vadis, Aida?
- 2023: Lost Country
- 2023: Znam Kako Dises

## Auszeichnungen (Auswahl)
Europäischer Filmpreis
- 2021: Auszeichnung in der Kategorie Beste Darstellerin für Quo Vadis, Aida?[1]